# Teste As minhas mãos
O Teste “As minhas Mãos” ou Teste MM  é um teste psicológico criado pela psicóloga e educadora russa Helena Antipoff. Teve seus resultados publicados pela primeira vez em 1943. Trata-se de uma técnica de psicodiagnóstico, baseada na comunicação escrita. Helena Antipoff considerava necessário que, para realizar o teste, os sujeitos deveriam possuir capacidade mínima para expressar-se na língua escrita. O teste consiste na elaboração de uma redação de próprio punho cujo tema é “Minhas Mãos”.
Helena Antipoff caracterizou o referido teste como: “um instrumento para o diagnóstico psicopedagógico individual e para o controle da ação educativa da escola”. Segundo a autora o teste MM é um instrumentos que favorece o conhecimento dos alunos de forma efetiva, auxiliando um estudo objetivo de sua personalidade, aptidões e interesses.

## Histórico do teste MM
A história do Teste MM pode ser subdividida em três fases:
1a.) Fase do reconhecimento: em que a autora do teste desperta sua atenção para o valor diagnóstico da redação.
2a.) Fase da busca: caracterizada pela definição do tema para o teste de redação. Foram pensados vários temas, conforme ressalta Bessa (1960), H. Antipoff observou, entretanto, que o tema Minhas Mãos era o que oferecia maior riqueza de detalhes.
3a.) Fase da experimentação: caracterizada pelo delineamento das linhas gerais do teste: sua técnica de aplicação e os procedimentos de apuração bem como a sua administração em uma amostra significativa de sujeitos.
Ainda considerando o histórico do Teste MM, vale ressaltar alguns fatos marcantes de sua história:
1) 1943 - apresentação do teste nas jornadas Psicológicas realizadas em Belo Horizonte, MG, com a presença do professor André Ombredane.
2) 1947 - em junho, publicação de monografia mimeografada, intitulada Teste Psicológico da Redação: As minhas mãos.
3) 1948 - publicação do artigo Teste da Redação, na Revista Brasileira de Estudos Pedagógicos.
4) A partir de 1945, com a transferência de Helena Antipoff para o Rio de Janeiro, em seus trabalhos no Centro de Orientação Juvenil (COJ) e no Departamento Nacional da Criança, houve coleta de material com o Teste MM de modo a colocar esse instrumento em condições de uso mais amplo.
5) 1959 - Apresentação do Teste MM, por Helena Antipoff, no VI Congresso Internacional de Psicologia, realizado de 16 a 21 de agosto no Rio de Janeiro.
6) 1960 - Tese de doutorado do professor Pedro Parafita de Bessa, intitulada Teste MM.
7) 1960 - Publicação do Manual do Teste MM publicado pelo CEPA.
8) 1975 - Teste MM - publicação do relatório de pesquisa realizada entre os anos de 1973 e 1974. Vale observar que essa é a última publicação acerca do teste de que se tem notícia.

## Descrição e classificação da prova
O Teste MM é uma prova de aplicação individual ou coletiva. Consiste numa redação sobre o tema As minhas mãos, isto é, sobre as mãos do próprio examinando. Para a aplicação do teste, necessita-se de uma folha de papel sem pauta, tipo ofício, dobrado, no sentido da largura a uma distância de 6 cm de margem à direita. De posse desse material, o examinando é orientado a escrever sobre o tema indicado, durante o tempo máximo de 20 minutos.

### A análise do teste
Basicamente, a análise/interpretação dos resultados do teste centram-se em três aspectos: 
1) Análise expressiva-material; 
2) análise expressiva-formal; 
3) análise temática.
Na análise expressiva-material avaliam-se os aspectos ligados ao uso do material, tais como: uso do papel e do lápis e aspectos materiais da produção gráfica (por exemplo: estética da letra, organização formal do texto, higiene do material). A análise expressiva-formal refere-se aos elementos estruturais da redação. Pode ser subdividida em: análise dos elementos produtivos-quantitativos; análise dos elementos estilísticos verbais quantitativos; análise dos elementos estilísticos culturais e análise dos elementos de conteúdo psicológico. Por fim, a análise temática refere-se aos conteúdos significativos do teste, sendo considerado, principalmente os aspectos individuais da criação.

### A apuração do teste
Para a obtenção dos dados interpretativos do Teste MM pode-se utilizar as seguintes pautas (abreviadas) de análise:
I - Aspecto Externo
a) Letra: legibilidade; estabilidade; regularidade; talho.
b) Distribuição e capricho: margem; organização e estética; limpeza e rasuras.
c) Extensão e Fluência.
II - Redação:
a) Laconismo e prolixidade.
b) Correção ortográfica.
c) Infantil ou evoluída.
d) Ideias coerentes ou concentradas.
e) Estilo.
III - Características psicológicas:
a) Egocípeta, egocífuga ou equilibrada.
b) Lógico, abstrato, global ou concreta, parcial, detalhista ou equilibrada.
c) Atitude para consigo mesmo e para com o mundo: 
```
             1) Otimismo ou pessimismo. 
             2) Objetiva ou subjetiva.
```

d) Atividades e interesses mencionados: 
```
             1) Do ponto de vista moral, religioso e intelectual. 
             2) Do ponto de vista da aparência física e estética. 
             3) Do ponto de vista da saúde e higiene.
             4) Do ponto de vista das condições de vida. 
             5) Aversões.
```

e) Planos futuros.
f) Escala de valores.
O roteiro acima foi elaborado por Helena Antipoff por volta de 1949/1950 a pedido do Serviço de Orientação e Seleção Profissional (SOSP), do Instituto de Educação de Minas Gerais.

## Consideração Geral
O Teste MM pode ser considerado como um instrumento capaz de apreender os "elementos de rendimentos de nível cultural e de expressão intelectual, tudo em função da estrutura pessoal de cada examinando." Vale salientar que o teste em si foi muito importante como medida psicológica. Além disso, o trabalho realizado pela Professora Helena Antipoff na década de 1930, em Minas Gerais, merece ser conhecido e divulgado.